# Jeff Fortenberry
Jeffrey Lane "Jeff" Fortenberry, född 27 december 1960 i Baton Rouge, Louisiana, är en amerikansk republikansk politiker. Han representerade delstaten Nebraskas första distrikt i USA:s representanthus 2005–2022.
Fortenberry avlade 1978 kandidatexamen vid Louisiana State University och 1986 master i offentlig politik vid Georgetown University. Han avlade 1996 ytterligare en master, den gången i teologi, vid Franciscan University of Steubenville.
Kongressledamot Doug Bereuter avgick 2004. Han stödde Curt Bromm i republikanernas primärval inför kongressvalet 2004. Fortenberry besegrade Bromm i primärvalet och vann sedan mot demokraten Matt Connealy själva kongressvalet. Fortenberry besegrade tidigare viceguvernören Maxine Moul i mellanårsvalet i USA 2006. Två år senare vann han mot Irakveteranen Max Yashirin.